# Bartolomé Pérez Casas
Bartolomé Pérez Casas   (Llorca, 24 de gener de 1873 - Madrid, 15 de gener de 1956) va ser un compositor i director d'orquestra espanyol.

## Carrera
Va iniciar la seva carrera com a músic major de la Banda del Regiment d'Infanteria Espanya i el 1897 comença a dirigir la Banda del Reial Cos d'Alabarders de Madrid, Belles Arts de Sant Ferran i primer director titular de l'Orquestra Nacional d'Espanya. Va crear l'Orquestra Filharmònica de Madrid i és autor de la Suite espanyola per a gran orquestra "¡A mi tierra!".
Bartolomé Pérez Casas es va destacar per la tasca de foment, difusió i ensenyament de la música simfònica amb l'Orquestra Filharmònica de Madrid durant més de trenta anys. Va contribuir al desenvolupament de la música simfònica a Espanya amb la seva suite "Suite Murciana ¡A mi tierra!", premiada el 1905 per la Reial Acadèmia de Belles Arts de Sant Ferran en el mateix concurs en què Manuel de Falla ho va ser per la seva òpera La vida breve. Aquesta obra va marcar una fita a la música simfònica del moment i va ser interpretada en diverses ocasions fora d'Espanya. La importància d'aquesta suite ve donada per la seva orquestració i per ser un intent assolit de basar la música en les melodies populars espanyoles, a la recerca d'una música nacional. Igualment va compondre Pérez Casas un "Quartet amb piano en re menor", el 1902, que va rebre una menció especial al concurs de música de cambra que la Societat Filharmònica de Madrid havia convocat aquell any.
A més, va compondre nombroses obres per a diferents instruments, per ser interpretades pels aspirants a professor a la Reial Banda d'Alabarders quan n'era Director. Actualment aquestes obres estan sent estudiades, editades i interpretades per la seva qualitat intrínseca i per considerar-se un repertori adequat per a alguns instruments, escrit en un moment en què no existia literatura sobre això.
Comissari general de la Música al Ministeri d'Educació Nacional entre 1949 i 1956, va ser condecorat amb l'Orde Civil d'Alfons X el Savi. Bartolomé Pérez Casas estava en possessió, igualment, d'altres condecoracions i distincions, a les quals s'havia fet creditor tant als seus anys a l'exèrcit com per la direcció de l'Orquestra Filharmònica de Madrid i la seva contribució a la cultura musical espanyola.

## Arranjaments de l'Himne Nacional d'Espanya
Va ser autor, el 1908, de l'harmonització de la Marxa Reial en el seu temps de la Banda del Reial Cos d'Alabarders de Madrid, que li va ser encarregada pel rei Alfons XIII. Amb el temps, aquests arranjaments van ser declarats oficials mitjançant un Decret llei de Presidència del Govern del 17 de juliol de 1942, cosa que va suposar que ell i els seus hereus percebessin drets d'arranjador per l'Himne Nacional fins a l'adquisició definitiva per l'Estat mitjançant el Reial decret 1543/1997.

## Obres
- Suite Murciana ¡A mi tierra! (1905)
- Cuarteto en Re Menor amb piano (1902)
- Angelita (barcarola)
- Duo para contrabastuba y piano (1909)